# School van Salamanca

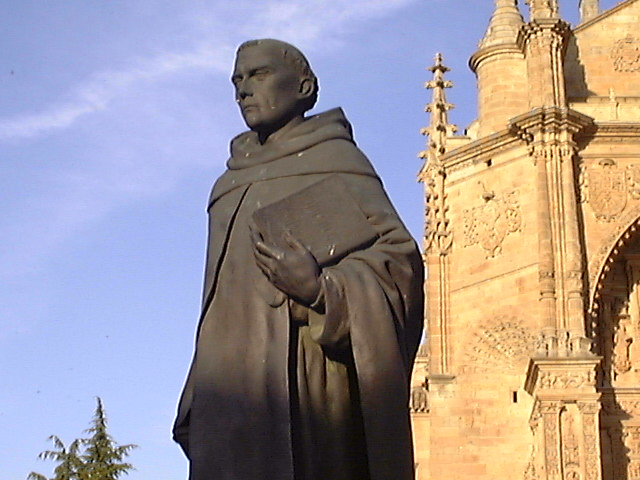
Francisco de Vitoria, die geldt als de grondlegger

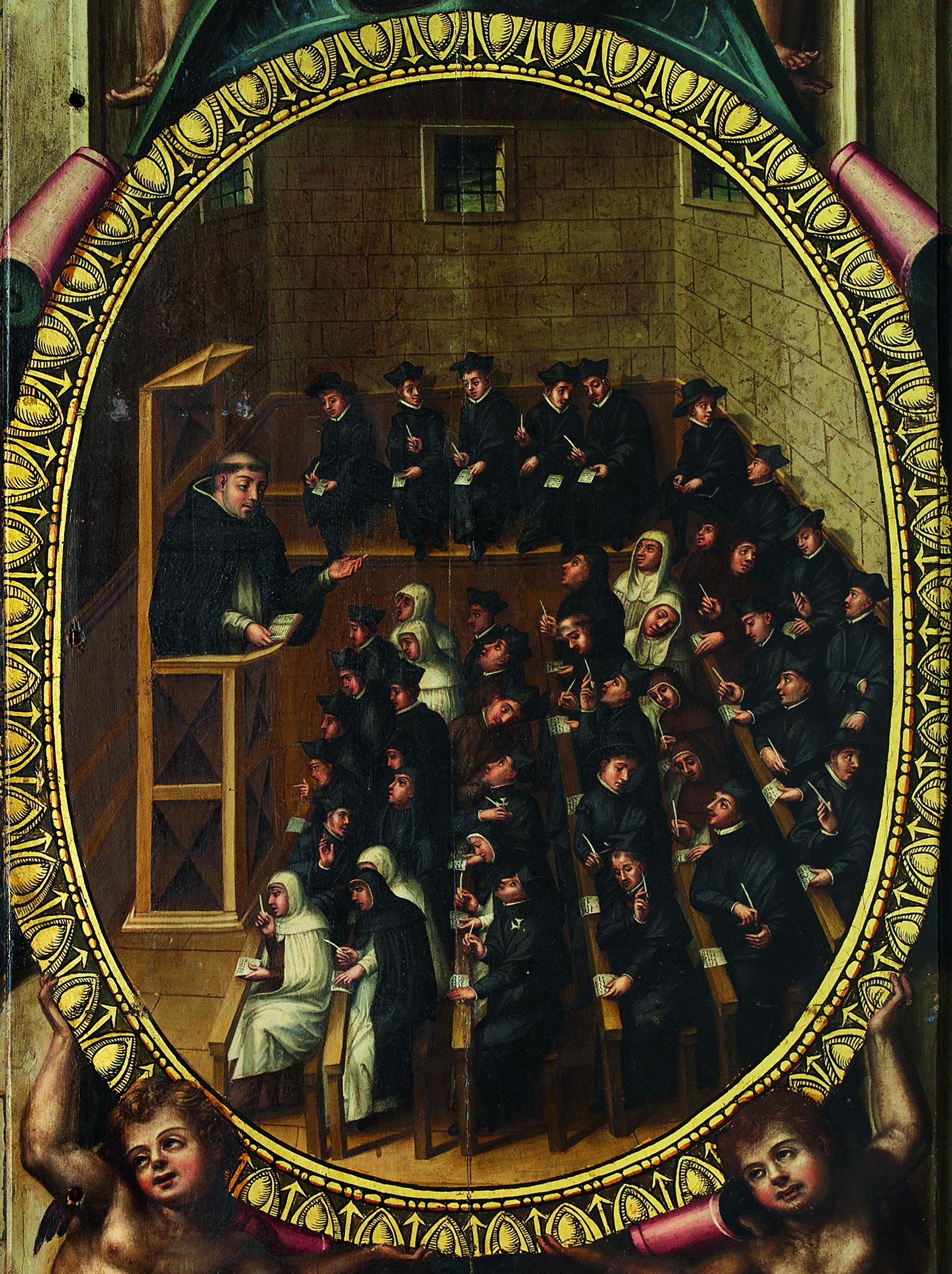
17e-eeuws klaslokaal aan de Universiteit van Salamanca

De School van Salamanca werd gevormd door een groep Spaanse denkers in de 16e eeuw die allen doceerden aan de Universiteit van Salamanca. Hun leer wordt vaak aangeduid als Spaanse laat-scholastiek in tegenstelling tot de zg. late scholastiek van denkers als Johannes Duns Scotus en Willem van Ockham die tot een veel oudere periode behoren. De Spaanse denkers braken juist met de via moderna en keerden terug naar de leer van Thomas van Aquino. De Spaanse laat-scholastiek vormt de overgang van de middeleeuwse filosofie naar de moderne filosofie. "Alle grote denkers van de moderne filosofie: René Descartes en Gottfried Wilhelm Leibniz, Francis Bacon, Thomas Hobbes en John Locke, Hugo Grotius en Samuel von Pufendorf zijn bij de scholastieke leermeesters in de leer geweest," schrijft Hans Welzel.
De laat-scholastiek van de School van Salamanca kwam tot ontwikkeling door Pieter Crockaert die zich in 1503 afwendde van het nominalisme en zijn belangstelling richtte op Thomas van Aquino. De meest bekende denkers van deze school waren Francisco de Vitoria, die als de eigenlijke grondlegger wordt gezien, en Francisco Suárez die de laatste van deze school is. In hoofdzaak beriepen zij zich op Thomas van Aquino, wiens leer zij nieuw leven inbliezen (via antiqua), maar op een aantal punten ook op de filosofie van Johannes Duns Scotus en Willem van Ockham (via moderna). Andere denkers van de School van Salamanca waren bijvoorbeeld Fernando Vazquez de Menchaca, Luis de Molina, Domingo de Soto, Diego de Covarrubias y Leyva en Martín de Azpilcueta. Opmerkelijk is dat zij zich zowel met theologie als met rechtsgeleerdheid bezighielden.

## Recht

### Natuurwet
De leden van de School van Salamanca waren de eersten die het concept van het natuurrecht een moderne benadering gaven: volgens Lessius komt het natuurrecht dus voort uit de rationele natuur en de natuurlijke en inherente staat der dingen: het is in deze onveranderlijke, in tegenstelling tot positieve wet die voortkomt uit de goddelijke of menselijke wil. De conclusie was dat, aangezien alle mensen dezelfde natuur delen, ze ook dezelfde rechten op leven en vrijheid delen. Dergelijke opvattingen vormden een noviteit in het Europese denken en druisten in tegen de opvattingen die destijds in Spanje en Europa overheersten, namelijk dat de inheemse bevolking van Amerika dergelijke rechten niet had.
Juristen en theologen claimden dus de macht om het positieve recht te beoordelen op zijn conformiteit met het natuurrecht. Voor Domingo de Soto is het dus de taak van theologen om de morele grondslagen van het burgerlijk recht te evalueren. Zo kon hij bijvoorbeeld de nieuwe organisatie van liefdadigheidsinstellingen in Spanje bekritiseren, onder het voorwendsel dat deze de natuurlijke rechten van de armen zouden schenden of dat Juan de Mariana de instemming van de bevolking met belastingen en valutadevaluaties als verplicht zou kunnen beschouwen.

### Contractenrecht
De Salamanca-school, de eerste beweging die het contractenrecht systematiseerde, baseerde haar contractuele doctrine op twee principes: vrijheid en gelijkheid.
De Salamanca-school speelde een zeer grote rol in de verspreiding van het consensualisme. Als dit concept al in de 12e eeuw door de canonisten en de toepassing van het principe pacta sunt servanda was onderkend, was het niettemin noodzakelijk om te wachten tot de 16e eeuw en de oproep van juristen als Luis de Molina aan het burgerlijk recht om het beginsel te aanvaarden beginsel van afdwingbaarheid van contracten als gevolg van de instemming alleen van de partijen. Sterker nog, Pedro de Oñate, met name voorafgegaan door Leonardus Lessius, ging zo ver dat hij het idee van contractvrijheid en een theorie van autonomie van de wil verdedigde op grond van het feit dat de mens, geschapen naar het beeld van God, die hem gemaakt heeft vrij is, beschikt over wilsautonomie, zowel voor het beheer van zijn eigendom als voor zijn verplichtingen. Deze vrijheid is echter niet absoluut en wordt beperkt door de concepten van wilsgebrek, het door de autoriteiten vereiste formalisme of de immoraliteit van het voorwerp van het contract.
In navolging van de mening van Luis de Molina dat contracten werden gesloten met het oog op gemeenschappelijk nut, waren Salmantijnse theologen en juristen van mening dat het natuurrecht niet kon tolereren dat één partij bevoorrecht kon worden. Om de toepassing van dit principe van commutatieve rechtvaardigheid mogelijk te maken, ontwikkelden zij het idee van een juiste prijs. Elke overtreding van dit principe resulteerde dus in schade voor de ene partij en dus in ongerechtvaardigde verrijking, een overtreding van het zevende gebod en een zonde voor de andere. Alleen de restitutie van het onverschuldigd betaalde bedrag zou het mogelijk kunnen maken om absolutie te verkrijgen en het evenwicht in het contract te herstellen.

## Economie
De school van Salamanca is beschreven als de "eerste economische traditie" op het gebied van economie. Dit legde de oorsprong van de economische theorie op het Europese vasteland, wat leidde tot een herwaardering van de hele geschiedenis van de discipline. Er is veel aandacht besteed aan het economische denken van de School van Salamanca door Joseph Schumpeter's History of Economic Analysis (1954). Het heeft het gebruik van de term School van Salamanca in de economie niet bedacht, maar zeker geconsolideerd. Schumpeter bestudeerde de scholastieke doctrine in het algemeen en de Spaanse scholastieke doctrine in het bijzonder, en prees het hoge niveau van de economische wetenschap in Spanje in de 16e eeuw. Hij betoogde dat de School van Salamanca het meest verdient te worden beschouwd als de grondleggers van de economie als wetenschap. De school werkte geen volledige economische doctrine uit, maar ze stelden de eerste moderne economische theorieën op om de nieuwe economische problemen aan te pakken die waren ontstaan met het einde van de middeleeuwse orde. Helaas was er geen voortzetting van hun werk tot het einde van de 17e eeuw en veel van hun bijdragen werden vergeten, om later door anderen herontdekt te worden.
Het denken van de school werd gedefinieerd als "pro-markt, pro-hard geld, anti-staat in vele opzichten, pro-eigendom, en pro-handelaar tot een verrassende mate."
De Engelse historicus van het economisch denken Marjorie Grice-Hutchinson en de Belgische rechtshistoricus Wim Decock hebben talrijke artikelen en monografieën over de School van Salamanca gepubliceerd.
Hoewel er geen directe invloed lijkt te zijn, is het economische denken van de School van Salamanca in veel opzichten vergelijkbaar met dat van de Oostenrijkse School. Murray Rothbard noemde ze proto-Oostenrijkers.

### Antecedenten
In 1517 werd de Vitoria, toen nog aan de Sorbonne, geraadpleegd door Spaanse kooplieden in Antwerpen over de morele legitimiteit van handel om iemands persoonlijke rijkdom te vergroten. Vanuit het oogpunt van vandaag zou men zeggen dat ze vroegen om een consultatie over de ondernemersgeest. Vanaf dat moment keken Vitoria en andere theologen naar economische zaken. Ze stapten af van opvattingen die ze als achterhaald beschouwden en namen in plaats daarvan nieuwe ideeën over die gebaseerd waren op principes van het natuurrecht.
Volgens deze opvattingen is de natuurlijke orde gebaseerd op de "vrijheid van verkeer" van mensen, goederen en ideeën, waardoor mensen elkaar kunnen leren kennen en hun gevoelens van broederschap kunnen vergroten. Dit houdt in dat koophandel niet alleen niet verwerpelijk is, maar dat het eigenlijk het algemeen belang dient.

### Eigen terrein
De aanhangers van de School van Salamanca waren het er allemaal over eens dat onroerend goed het gunstige effect heeft dat het de economische activiteit stimuleert, wat op zijn beurt bijdroeg aan het algemene welzijn. Diego de Covarubias y Leyva (1512–1577) was van mening dat mensen niet alleen het recht hadden om eigendom te bezitten, maar - nogmaals, een specifiek modern idee - dat ze het exclusieve recht hadden om van dat eigendom te profiteren, hoewel de gemeenschap er ook van zou kunnen profiteren. Toch worden daar in tijden van grote noodzaak alle goederen gemeengoed.
Luis de Molina betoogde dat individuele eigenaren beter voor hun goederen zorgen dan voor gemeenschappelijk bezit, een vorm van de tragedie van de meent.
Geld, waarde en prijs

### Geld, waarde en prijs

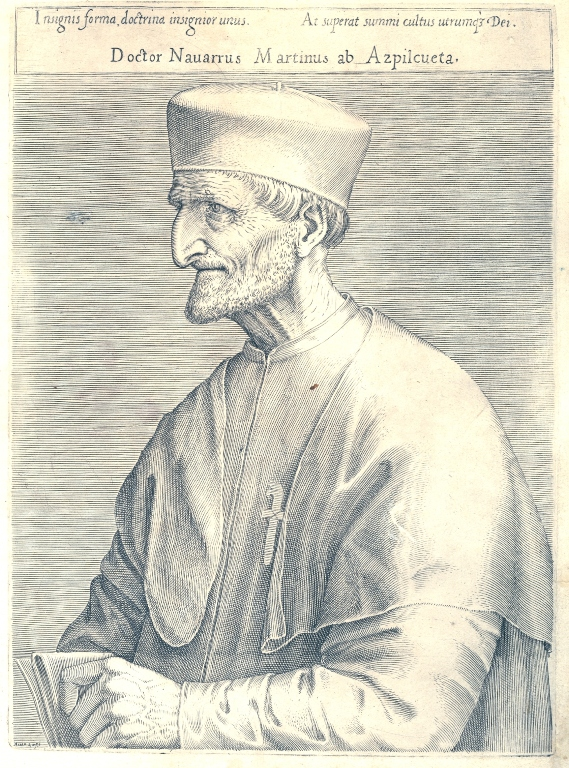
Martín de Azpilcueta

Met hun reflecties over contractrecht en eerlijkheid in ruil werden de leden van de School van Salamanca vaak geconfronteerd met het concept van waarde. Zo observeerde Martín de Azpilcueta het effect van de aankomst van Amerikaans zilver en goud in Spanje, namelijk de vermindering van hun waarden en de stijging van de prijzen, en stelde hij het idee van een waardeschaarste vast, de eerste vorm van de kwantiteitstheorie van het geld.
De juiste prijs van iets, die het principe van commutatieve rechtvaardigheid respecteert, hangt af van veel factoren. Het heeft een zekere speelruimte omdat het niet het resultaat is van Gods wil of van arbeid, maar van de gemeenschappelijke schatting van het volk (communis aestimatio hominum). Hierover schreef Luis Saravia de la Calle in 1544:
— Degenen die de juiste prijs afmeten aan de arbeid, de kosten en het risico van de persoon die handelt in de goederen of deze produceert, of de transportkosten of de reiskosten... of wat hij moet betalen, de factoren want hun industrie, risico en arbeid hebben grote fouten... Want de rechtvaardige prijs komt voort uit de overvloed of schaarste aan goederen, kooplieden en geld... en niet uit kosten, arbeid en risico.... Waarom zou een baal linnen die tegen hoge kosten over land uit Bretagne wordt aangevoerd meer waard zijn dan een baal die goedkoop over zee wordt vervoerd?... Waarom zou een met de hand geschreven boek meer waard zijn dan een gedrukt boek, terwijl het laatste beter is hoewel het minder kost om te produceren?... De juiste prijs wordt niet gevonden door de kosten te tellen, maar door de algemene schatting.
Zoals Friedrich Hayek echter heeft geschreven, volgde de school dit idee zelden systematisch door. Zijn leden dachten dat autoriteiten soms moesten ingrijpen en prijzen moesten controleren, vooral in monopoliegevallen of voor basisproducten. De mogelijkheid van economisch interventionisme, arbitrista genoemd, werd niet unaniem geaccepteerd: sommigen vonden dat de prins die zich bezighoudt met het algemeen belang betrouwbaarder is dan hebzuchtige handelaren, zoals Domingo de Soto en Tomás de Mercado, terwijl anderen, zoals Luis de Molina, Leonardus Lessius of Juan de Lugo, vonden dat elke interventie van de autoriteiten ongepast was vanwege de corruptie en het cliëntelisme dat het zou creëren.

### Rente op geld
Woeker (wat in die periode het in rekening brengen van rente op een lening betekende) is altijd negatief beoordeeld door de katholieke kerk. Het Derde Concilie van Lateranen veroordeelde elke terugbetaling van een schuld met meer geld dan oorspronkelijk was uitgeleend; het concilie van Vienne verbood woeker uitdrukkelijk en verklaarde elke wetgeving die woeker tolereerde als ketters; de eerste scholastici keurden het vragen van rente af. In de middeleeuwse economie waren leningen geheel een gevolg van noodzaak (slechte oogsten, brand in een werkplaats) en onder die omstandigheden werd het moreel verwijtbaar geacht om rente te vragen.
In het Renaissance-tijdperk zorgde een grotere mobiliteit van mensen voor een toename van de handel en het ontstaan van geschikte voorwaarden voor ondernemers om nieuwe, winstgevende bedrijven te starten. Aangezien geleend geld niet langer uitsluitend voor consumptie maar ook voor productie was, kon het niet op dezelfde manier worden bekeken. De School van Salamanca voerde verschillende redenen aan die het in rekening brengen van rente rechtvaardigden. De persoon die een lening ontving, profiteerde; rente zou men kunnen beschouwen als een premie die wordt betaald voor het risico dat de uitlenende partij neemt. Er was ook de kwestie van opportuniteitskosten, in die zin dat de uitlenende partij andere mogelijkheden verloor om het geleende geld te gebruiken. Ten slotte, en misschien wel het meest oorspronkelijk, was het de overweging van geld zelf als handelswaar, en het gebruik van iemands geld als iets waarvoor men een voordeel in de vorm van rente zou moeten ontvangen.
Martín de Azpilcueta hield ook rekening met het effect van tijd en formuleerde de tijdswaarde van geld. Als alles gelijk is, zou men liever nu een bepaald goed ontvangen dan in de toekomst. Deze voorkeur geeft een grotere waarde aan. Volgens deze theorie is rente de betaling voor de tijd dat de uitlenende persoon van het geld wordt beroofd.